# Braunsia
Braunsia é um género botânico pertencente à família Aizoaceae.

## Espécies
- Braunsia apiculata
- Braunsia geminata
- Braunsia nelii
- Braunsia stayneri
- Braunsia vanrensburgii